# Neumarkt an der Ybbs
Neumarkt an der Ybbs is een gemeente in de Oostenrijkse deelstaat Neder-Oostenrijk, gelegen in het district Melk (ME). De gemeente heeft ongeveer 1800 inwoners.

## Geografie
Neumarkt an der Ybbs heeft een oppervlakte van 9,33 km². Het ligt in het centrum van het land, ten westen van de hoofdstad Wenen.
Artstetten-Pöbring · Bergland · Bischofstetten · Blindenmarkt · Dorfstetten · Dunkelsteinerwald · Emmersdorf an der Donau · Erlauf · Golling an der Erlauf · Hofamt Priel · Hürm · Kilb · Kirnberg an der Mank · Klein-Pöchlarn · Krummnußbaum · Leiben · Loosdorf · Mank · Marbach an der Donau · Maria Taferl · Melk · Münichreith-Laimbach · Neumarkt an der Ybbs · Nöchling · Persenbeug-Gottsdorf · Petzenkirchen · Pöchlarn · Pöggstall · Raxendorf · Ruprechtshofen · Schollach · Sankt Leonhard am Forst · Sankt Martin-Karlsbach · Sankt Oswald · Schönbühel-Aggsbach · Texingtal · Weiten · Ybbs an der Donau · Yspertal · Zelking-Matzleinsdorf
- Gemeinsame Normdatei: 4537653-0
- Virtual International Authority File: 249392768
- WorldCat: E39PCjqFkBCvMGxhHFdFGg8tJC